# Classements de la saison 2021 de NCAA (football américain)
Trois sondages relatifs à la saison 2021 de Division 1 FBS (Football Bowl Subdivision) de football américain universitaire sont reconnus par la NCAA même si de nombreux autres sondages sont publiés dans divers médias.
Contrairement à la plupart des autres sports, l'organe directeur de la NCAA ne décerne pas un titre de champion national au terme de la saison régulière. Ce titre est décerné par une ou plusieurs agences de sondages (les polls) ce qui explique que par le passé plusieurs équipes différentes pouvaient être déclarées championnes d'une même saison. 
Deux des principaux organismes de sondage, l'AP Poll et le Coaches'Poll, commencent à publier leurs classements avant le début de la saison et le font ensuite après chaque semaine de compétition.
Depuis la saison 2014, un 3e classement est réalisé à partir de la mi-saison (après la 8e semaine de compétition) : le College Football Playoff (CFP). 
La saison régulière est suivie d'un système de playoffs regroupant quatre équipes. Il remplace l'ancien système du BCS Bowl Championship Series. Après la dernière semaine de saison régulière, le comité du CFP dévoile le classement final de la Div. 1 du FBS. Ce dernier classement détermine les quatre équipes qui participent aux playoffs lesquels se terminent par la grande finale nationale du mois de janvier. Il désigne également les équipes qui participent aux 4 autres bowls majeurs n'accueillant pas les demi-finales du CFP.

## Légende
|       |  | Monte dans le classement                                                    |
|       |  | Descend dans le classement                                                  |
|       |  | Même classement que le w-e précédent                                        |
|       |  | Sélectionné pour le College Football Playoff                                |
|       |  | Champion National                                                           |
| (#–#) |  | Matchs (Gagné-Perdu)                                                        |
| ≈     |  | A égalité avec l'équipe possédant le même symbole (du dessus ou du dessous) |

## Classement CFP
La première parution du classement du College Football Playoff a été effectuée le 9 novembre 2021 au terme de la semaine 10 et il est édité par la suite chaque mardi après les rencontres des semaines 11 à 15. Le classement final du CFP est publié le dimanche 5 décembre 2021 et il détermine les quatre finalistes qui participent au tour final pour le titre de champion NCAA de football américain 2021.
| C.F.P.                 | Semaine 9 2 Nov.        | Semaine 10 9 Nov.                                 | Semaine 11 16 Nov.      | Semaine 12 23 Nov.     | Semaine 13 30 Nov.     | Semaine 14 (Final) 5 Déc. | Saison 2021 |
| ---------------------- | ----------------------- | ------------------------------------------------- | ----------------------- | ---------------------- | ---------------------- | ------------------------- | ----------- |
| 1                      | Georgia (8-0)           | Georgia (9-0)                                     | Georgia (10-0)          | Georgia (11-0)         | Georgia (12-0)         | Alabama (12-1)            | 1           |
| 2                      | Alabama (7-1)           | Alabama (8-1)                                     | Alabama (9-1)           | Ohio State (10-1)      | Michigan (11-1)        | Michigan (12-1)           | 2           |
| 3                      | Michigan State (8-0)    | Oregon (8–1)                                      | Oregon (9–1)            | Alabama (10-1)         | Alabama (11-1)         | Georgia (12-1)            | 3           |
| 4                      | Oregon (7-1)            | Ohio State (8-1)                                  | Ohio State (9-1)        | Cincinnati (11-0)      | Cincinnati (12–0)      | Cincinnati (13–0)         | 4           |
| 5                      | Ohio State (7-1)        | Cincinnati (9-0)                                  | Cincinnati (10-0)       | Michigan (10-1)        | Oklahoma State (11–1)  | Notre Dame (11–1)         | 5           |
| 6                      | Cincinnati (8-0)        | Michigan (8-1)                                    | Michigan (9-1)          | Notre Dame (10-1)      | Notre Dame (11–1)      | Ohio State (10–2)         | 6           |
| 7                      | Michigan (7-1)          | Michigan State (8-1)                              | Michigan State (9-1)    | Oklahoma State (10-1)  | Ohio State (10–2)      | Baylor (11–2)             | 7           |
| 8                      | Oklahoma (9-0)          | Oklahoma (9-0)                                    | Notre Dame (9-1)        | Baylor (9-2)           | Ole Miss (10–2)        | Ole Miss (10–2)           | 8           |
| 9                      | Wake Forest (8-0)       | Notre Dame (8-1)                                  | Oklahoma State (9-1)    | Ole Miss (9-2)         | Baylor (10–2)          | Oklahoma State (11–2)     | 9           |
| 10                     | Notre Dame (7-1)        | Oklahoma State (8-1)                              | Wake Forest (9-1)       | Oklahoma (10-1)        | Oregon (10–2)          | Michigan State (10–2)     | 10          |
| 11                     | Oklahoma State (7-1)    | Texas A&M (7-2)                                   | Baylor (8-2)            | Oregon (9–2)           | Michigan State (10–2)  | Utah (10–3)               | 11          |
| 12                     | Baylor (7-1)            | Wake Forest (8-1)                                 | Ole Miss (8-2)          | Michigan State (9-2)   | BYU (10–2)             | Pittsburgh (11–2)         | 12          |
| 13                     | Auburn (6-2)            | Baylor (7-2)                                      | Oklahoma (9-1)          | BYU (9-2)              | Iowa (10–2)            | BYU (10–2)                | 13          |
| 14                     | Texas A&M (6-2)         | BYU (8-2)                                         | BYU (8-2)               | Wisconsin (8-3)        | Oklahoma (10–2)        | Oregon (10–3)             | 14          |
| 15                     | BYU (7-2)               | Ole Miss (7-2)                                    | Wisconsin (7-3)         | Texas A&M (8-3)        | Pittsburgh (10–2)      | Iowa (10–3)               | 15          |
| 16                     | Ole Miss (6-2)          | NC State (7-2)                                    | Texas A&M (7-3)         | Iowa (9-2)             | Wake Forest (10–2)     | Oklahoma (10–2)           | 16          |
| 17                     | Mississippi State (5-3) | Auburn (6-3)                                      | Iowa (8-2)              | Pittsburgh (9-2)       | Utah (9–3)             | Wake Forest (10–3)        | 17          |
| 18                     | Kentucky (6-2)          | Wisconsin (6-3)                                   | Pittsburgh (8-2)        | Wake Forest (9-2)      | NC State (9–3)         | NC State (9–3)            | 18          |
| 19                     | NC State (6-2)          | Purdue (6-3)                                      | San Diego State (9-1)   | Utah (8-3)             | San Diego State (11–1) | Clemson (9–3)             | 19          |
| 20                     | Minnesota (6-2)         | Iowa (7-2)                                        | NC State (7-3)          | NC State (8-3)         | Clemson (9–3)          | Houston (11–2)            | 20          |
| 21                     | Wisconsin (5-3)         | Pittsburgh (7-2)                                  | Arkansas (7-3)          | San Diego State (10-1) | Houston (11–1)         | Arkansas (8–4)            | 21          |
| 22                     | Iowa (6-2)              | San Diego State (8-1)                             | UTSA (10-0)             | UTSA (11-0)            | Arkansas (8–4)         | Kentucky (9–3)            | 22          |
| 23                     | Fresno State (7-2)      | UTSA (9-0)                                        | Utah (7-3)              | Clemson (8-3)          | Kentucky (9–3)         | Louisiana (12–1)          | 23          |
| 24                     | San Diego State (7-1)   | Utah (6-3)                                        | Houston (9-1)           | Houston (10-1)         | Louisiana (11–1)       | San Diego State (11–2)    | 24          |
| 25                     | Pittsburgh (6-2)        | Arkansas (6-3)                                    | Mississippi State (6-4) | Arkansas (7-4)         | Texas A&M (8–4)        | Texas A&M (8–4)           | 25          |
| C.F.P                  | Semaine 9 2 Nov.        | Semaine 10 9 Nov.                                 | Semaine 11 16 Nov.      | Semaine 12 23 Nov.     | Semaine 13 30 Nov.     | Semaine 14 (Final) 5 Déc. | Saison 2021 |
| Sortis du classement : | Sortis du classement :  | Mississippi State Kentucky Minnesota Fresno State | Auburn Purdue           | Mississippi State      | UTSA Wisconsin         | -                         | Saison 2021 |

## Classement AP Poll
| A.P.                   | Présaison 16 août      | Semaine 1 7 Sept.                | Semaine 2 12 Sept.     | Semaine 3 19 Sept.                      | Semaine 4 26 Sept.                               | Semaine 5 3 Oct.                           | Semaine 6 10 Oct.      | Semaine 7 17 Oct.                        | Semaine 8 24 Oct.      | Semaine 9 31 Oct.                     | Semaine 10 7 Nov.         | Semaine 11 14 Nov.                 | Semaine 12 21 Nov.     | Semaine 13 28 Nov.    | Semaine 14 5 Déc.     | Semaine 15 (Final) 11 Jan. | Saison 2021 |
| ---------------------- | ---------------------- | -------------------------------- | ---------------------- | --------------------------------------- | ------------------------------------------------ | ------------------------------------------ | ---------------------- | ---------------------------------------- | ---------------------- | ------------------------------------- | ------------------------- | ---------------------------------- | ---------------------- | --------------------- | --------------------- | -------------------------- | ----------- |
| 1                      | Alabama (47)           | Alabama (59) (1-0)               | Alabama (60) (2-0)     | Alabama (59) (3-0)                      | Alabama (58) (4-0)                               | Alabama (53) (5-0)                         | Georgia (62) (6–0)     | Georgia (63) (7–0)                       | Georgia (63) (7–0)     | Georgia (63) (8–0)                    | Georgia (63) (9–0)        | Georgia (62) (10–0)                | Georgia (62) (11–0)    | Georgia (62) (12–0)   | Alabama (50) (12–1)   | Georgia (61) (14–1)        | 1           |
| 2                      | Oklahoma (6)           | Georgia (4) (1-0)                | Georgia (2) (2–0)      | Georgia (3) (3–0)                       | Georgia (4) (4–0)                                | Georgia (9) (5–0)                          | Iowa (6-0)             | Cincinnati (6–0)                         | Cincinnati (7–0)       | Cincinnati (8–0)                      | Cincinnati (9–0)          | Alabama (9–1)                      | Ohio State (10–1)      | Michigan (11–1)       | Michigan (9) (12–1)   | Alabama (13–2)             | 2           |
| 3                      | Clemson (6)            | Ohio State (1-0)                 | Oklahoma (2-0)         | Oregon (3-0)                            | Oregon (4-0)                                     | Iowa (5-0)                                 | Cincinnati (5–0)       | Oklahoma (7–0)                           | Alabama (7–1)          | Alabama (7–1)                         | Alabama (8–1)             | Cincinnati (10–0)                  | Alabama (10–1)         | Cincinnati (12–0)     | Georgia (12–1)        | Michigan (12–2)            | 3           |
| 4                      | Ohio State (1)         | Oklahoma (1-0)                   | Oregon (2-0)           | Oklahoma (3-0)                          | Penn State (4-0)                                 | Penn State (5-0)                           | Oklahoma (6–0)         | Alabama (6–1)                            | Oklahoma (8–0)         | Oklahoma (9–0)                        | Oklahoma (9–0)            | Oregon (9–1)                       | Cincinnati (11–0)      | Alabama (11–1)        | Cincinnati (3) (13–0) | Cincinnati (13–1)          | 4           |
| 5                      | Georgia (3)            | Texas A&M (1-0)                  | Iowa (2-0)             | Iowa (3-0)                              | Iowa (4-0)                                       | Cincinnati (4–0)                           | Alabama (5-1)          | Ohio State (5–1)                         | Ohio State (6–1)       | Michigan State (8–0)                  | Oregon (8–1)              | Ohio State (9–1)                   | Notre Dame (10–1)      | Oklahoma State (11–1) | Notre Dame (11–2)     | Baylor (12–2)              | 5           |
| 6                      | Texas A&M              | Clemson (0–1)                    | Clemson (1–1)          | Penn State (3-0)                        | Oklahoma (4-0)                                   | Oklahoma (5–0)                             | Ohio State (5–1)       | Michigan (6–0)                           | Michigan (7–0)         | Ohio State (7–1)                      | Ohio State (8–1)          | Notre Dame (9–1)                   | Michigan (10–1)        | Notre Dame (11–1)     | Baylor (11–2)         | Ohio State (11–2)          | 6           |
| 7                      | Iowa State             | Cincinnati (1-0)                 | Texas A&M (2-0)        | Texas A&M (3-0)                         | Cincinnati (3-0)                                 | Ohio State (4–1)                           | Penn State (5-1)       | Penn State (5–1)                         | Oregon (6–1)           | Oregon (7–1)                          | Notre Dame (8–1)          | Michigan State (9–1)               | Oklahoma State (10–1)  | Ohio State (10–2)     | Ohio State (10–2)     | Oklahoma State (12–2)      | 7           |
| 8                      | Cincinnati             | Notre Dame (1-0)                 | Cincinnati (2-0)       | Cincinnati (3-0)                        | Arkansas (4-0)                                   | Oregon (4–1)                               | Michigan (6–0)         | Oklahoma State (6–0)                     | Michigan State (7–0)   | Notre Dame (7–1)                      | Michigan State (8–1)      | Michigan (9–1)                     | Ole Miss (9–2)         | Ole Miss (10–2)       | Ole Miss (10–2)       | Notre Dame (11–2)          | 8           |
| 9                      | Notre Dame             | Iowa State (1-0)                 | Ohio State (1-1)       | Clemson (2–1)                           | Notre Dame (4-0)                                 | Michigan (5–0)                             | Oregon (4–1)           | Michigan State (7–0)                     | Iowa (6–1)             | Michigan (7–1)                        | Michigan (8–1)            | Oklahoma State (9–1)               | Baylor (9–2)           | Baylor (10–2)         | Oklahoma State (11–2) | Michigan State (11–2)      | 9           |
| 10                     | North Carolina         | Iowa (1-0)                       | Penn State (2-0)       | Ohio State (2-1)                        | Florida (3-1)                                    | BYU (5–0)                                  | Michigan State (6–0)   | Oregon (5–1)                             | Ole Miss (6–1)         | Wake Forest (8–0)                     | Oklahoma State (8–1)      | Ole Miss (8–2)                     | Oklahoma (10–1)        | Oregon (10–2)         | Utah (10–3)           | Oklahoma (11–2)            | 10          |
| 11                     | Oregon                 | Penn State (1-0)                 | Florida (2-0)          | Florida (2-1)                           | Ohio State (3-1)                                 | Michigan State (5–0)                       | Kentucky (6–0)         | Iowa (6–1)                               | Notre Dame (6–1)       | Oklahoma State (7–1)                  | Texas A&M (7–2)           | Baylor (8–2)                       | Oregon (9–2)           | Michigan State (10–2) | Michigan State (10–2) | Ole Miss (10–3)            | 11          |
| 12                     | Wisconsin              | Oregon (1-0)                     | Notre Dame (2-0)       | Notre Dame (3-0)                        | Ole Miss (3-0)                                   | Oklahoma State (5–0)                       | Oklahoma State (5–0)   | Ole Miss (5–1)                           | Kentucky (6–1)         | Auburn (6–2)                          | Ole Miss (7–2)            | Oklahoma (9–1)                     | Michigan State (9–2)   | BYU (10–2)            | BYU (10–2)            | Utah (10–4)                | 12          |
| 13                     | Florida                | Florida (1-0)                    | UCLA (2-0)             | Ole Miss (3-0)                          | BYU (4-0)                                        | Arkansas (4–1)                             | Ole Miss (4–1)         | Notre Dame (5–1)                         | Wake Forest (7–0)      | Texas A&M (6–2)                       | Wake Forest (8–1)         | Wake Forest (9–1)                  | BYU (9–2)              | Oklahoma (10–2)       | Pittsburgh (11–2)     | Pittsburgh (11–3)          | 13          |
| 14                     | Miami (Fl.)            | USC (1-0)                        | Iowa State (1-1)       | Iowa State (2-1)                        | Michigan (4-0)                                   | Notre Dame (4–1)                           | Notre Dame (5–1)       | Coastal Carolina (6–0)                   | Texas A&M (6–2)        | Baylor (7–1)                          | BYU (8–2)                 | BYU (8–2)                          | Texas A&M (8–3)        | Utah (9–3)            | Oklahoma (10–2)       | Clemson (10–3)             | 14          |
| 15                     | USC                    | Texas (1-0)                      | Virginia Tech (2-0)    | BYU (3-0)                               | Texas A&M (3-1)                                  | Coastal Carolina (5–0)                     | Coastal Carolina (6–0) | Kentucky (6–1)                           | Oklahoma State (6–1)   | Ole Miss (6–2)                        | UTSA (9–0)                | UTSA (10–0)                        | UTSA (11–0)            | Iowa (10–2)           | Oregon (10–3)         | Wake Forest (11–3)         | 15          |
| 16                     | LSU                    | UCLA (2-0)                       | Coastal Carolina (2-0) | Arkansas (3-0)                          | Coastal Carolina (4-0)                           | Kentucky (5–0)                             | Wake Forest (65–0)     | Wake Forest (6–0)                        | Baylor (6–1)           | UTSA (8–0)                            | Auburn (6–3)              | Texas A&M (7–3)                    | Utah (8-3)             | Houston (11–1)        | Louisiana (12–1)      | Louisiana (13–1)           | 16          |
| 17                     | Indiana                | Coastal Carolina (1-0)           | Ole Miss (2-0)         | Coastal Carolina (3-0)                  | Michigan State (4-0)                             | Ole Miss (3–1)                             | Arkansas (4–2)         | Texas A&M (5–2)                          | Pittsburgh (6–1)       | BYU (7–2)                             | Houston (8-1)             | Houston (9-1)                      | Iowa (9–2)             | Pittsburgh (10–2)     | Iowa (10–3)           | Houston (12–2)             | 17          |
| 18                     | Iowa                   | Wisconsin (0–1)                  | Wisconsin (1–1)        | Wisconsin (2–1)                         | Fresno State (4-1)                               | Auburn (4–1)                               | Arizona State (5–1)    | NC State (5–1)                           | Auburn (5–2)           | Kentucky (6–2)                        | Baylor (7–2)              | Iowa (8–2)                         | Wisconsin (8-3)        | Wake Forest (10–2)    | NC State (9–3)        | Kentucky (10–3)            | 18          |
| 19                     | Penn State             | Virginia Tech (1-0)              | Arizona State (2-0)    | Michigan (3-0)                          | Oklahoma State (4-0)                             | Wake Forest (5–0)                          | BYU (5–1)              | Auburn (5–2)                             | SMU (7–0)              | Iowa (6–2)                            | Iowa (7–2)                | Wisconsin (7-3)                    | Houston (10-1)         | San Diego State (11–1 | Clemson (9–3)         | BYU (10–3)                 | 19          |
| 20                     | Washington             | Ole Miss (1-0)                   | Arkansas (2-0)         | Michigan State (3-0)                    | UCLA (3-1)                                       | Florida (3–2)                              | Florida (4–2)          | Baylor (6–1)                             | Penn State (5–2)       | Houston (7-1)                         | Wisconsin (6-3)           | Pittsburgh (8-2)                   | Pittsburgh (9-2)       | Louisiana (11–1)      | Wake Forest (10–3)    | NC State (9–3)             | 20          |
| 21                     | Texas                  | Utah (1-0)                       | North Carolina (1–1)   | North Carolina (2–1)                    | Baylor (4-0)                                     | Texas (4–1)                                | Texas A&M (4-2)        | SMU (6–0)                                | San Diego State (7–0)  | Coastal Carolina (7–1)                | NC State (7-2)            | Arkansas (7-3)                     | Wake Forest (9–2)      | NC State (9–3)        | Houston (11–2)        | Arkansas (9–4)             | 21          |
| 22                     | Coastal Carolina       | Miami (Fl.) (0–1)                | Auburn (2-0)           | Fresno State (3-1)                      | Auburn (3-1)                                     | Arizona State (4–1)                        | NC State (4–1)         | San Diego State (6–0)                    | Iowa State (5–2)       | Penn State (5–3)                      | Coastal Carolina (8–1)    | Louisiana (9-1)                    | San Diego State (10-1) | Clemson (9-3)         | Arkansas (8–4)        | Oregon (10–4)              | 22          |
| 23                     | Louisiana              | Arizona State (1-0)              | BYU (2-0)              | Auburn (23-1)                           | NC State (3-1)                                   | NC State (4–1)                             | SMU (6–0)              | Pittsburgh (5–1)                         | UTSA (8–0)             | SMU (7–1)                             | Penn State (6–3)          | San Diego State (9-1)              | Louisiana (10-1)       | Arkansas (8-4)        | Texas A&M (8–4)       | Iowa (10–4)                | 23          |
| 24                     | Utah                   | North Carolina (0–1)             | Miami (Fl.) (1–1)      | UCLA (2-1)                              | Wake Forest (4-0)                                | SMU (5–0)                                  | San Diego State (5–0)  | UTSA (7–0)                               | Coastal Carolina (6–1) | Louisiana (7-1)                       | Louisiana (8-1)           | Utah (7-3)                         | NC State (8-3)         | Texas A&M (8–4)       | UTSA (12–1)           | Utah State (11–3)          | 24          |
| 25                     | Arizona State          | Auburn (1-0)                     | Michigan (2-0)         | Kansas State (3-0)                      | Clemson (2–2)                                    | San Diego State (4–0)                      | Texas (4–2)            | Purdue (4–2)                             | BYU (6–2)              | Fresno State (7-2)                    | Pittsburgh (7-2)          | NC State (7-3)                     | Arkansas (7-4)         | Kentucky (9-3)        | Kentucky (9–3)        | San Diego State (12–2)     | 25          |
| A.P.                   | Présaison 16 août      | Semaine 1 7 Sept.                | Semaine 2 12 Sept.     | Semaine 3 19 Sept.                      | Semaine 4 26 Sept.                               | Semaine 5 3 Oct.                           | Semaine 6 10 Oct.      | Semaine 7 17 Oct.                        | Semaine 8 24 Oct.      | Semaine 9 31 Oct.                     | Semaine 10 7 Nov.         | Semaine 11 14 Nov.                 | Semaine 12 21 Nov.     | Semaine 13 28 Nov.    | Semaine 14 5 Déc.     | Semaine 15 (Final) 11 Jan. | Saison 2021 |
| Sortis du classement : | Sortis du classement : | Indiana Louisiana LSU Washington | Texas USC Utah         | Arizona State Miami (Fl.) Virginia Tech | Iowa State Kansas State North Carolina Wisconsin | Baylor Clemson Fresno State Texas A&M UCLA | Auburn                 | Arkansas Arizona State BYU Florida Texas | NC State Purdue        | Pittsburgh San Diego State Iowa State | Kentucky SMU Fresno State | Auburn Coastal Carolina Penn State | -                      | UTSA Wisconsin        | San Diego State       | Texas A&M UTSA             | Saison 2021 |

Évènements marquants du classement :
- Avant saison[25] :
  - Iowa State (no 7) obtient le meilleur classement de son histoire ;
  - Coastal Carolina et Louisiana, respectivement no 22 et no 23, sont les deux premières équipes de l'histoire de la Conférence Sun Belt à être classée  dans le Top25 d'avant saison ;
- Semaine 5 :
  - Clemson's long streak of poll rankings ends.
- Semaine 6 :
  - Cincinnati (no 3) obtient le meilleur classement de son histoire ;
- Semaine 7 :
  - UTSA (no 24) obtient le meilleur classement de son histoire ;
  - Cincinnati (no 2) obtient le meilleur classement de son histoire ;
- Semaine 8 :
  - UTSA (no 23)obtient le meilleur classement de son histoire ;
- Semaine 9 :
  - Wake Forest (no 10) obtient le meilleur classement de son histoire ;
  - UTSA (no 16) obtient le meilleur classement de son histoire ;
- Semaine 10 :
  - UTSA (no 15) obtient le meilleur classement de son histoire.
- Classement final :
  - Cincinnati obtient le meilleur classement final de son histoire (no 4 (le précédent étant no 8 en 2009 et 2020 :
  - Baylor obtient le meilleur classement final de son histoire (no 5 (le précédent étant no 7 en 2014 ;
  - Wake Forest obtient le meilleur classement final de son histoire (no 15 (le précédent étant no 18 en 2006.

## Classement Coaches'Poll
| A.P.                   | Présaison 10 août      | Semaine 1 7 Sept.                | Sem. 2 12 Sept.           | Sem. 3 19 Sept.             | Semaine 4 26 Sept.                  | Semaine 5 3 Oct.                   | Semaine 6 10 Oct.      | Semaine 7 17 Oct.                  | Semaine 8 24 Oct.      | Semaine 9 31 Oct.>         | Semaine 10 7 Nov.      | Semaine 11 14 Nov.                 | Semaine 12 23 Nov.     | Semaine 13 28 Nov.    | Semaine 14 5 Déc.     | Semaine 15 (Final) 11 Jan. | Saison 2021 |
| ---------------------- | ---------------------- | -------------------------------- | ------------------------- | --------------------------- | ----------------------------------- | ---------------------------------- | ---------------------- | ---------------------------------- | ---------------------- | -------------------------- | ---------------------- | ---------------------------------- | ---------------------- | --------------------- | --------------------- | -------------------------- | ----------- |
| 1                      | Alabama (63)           | Alabama (64) (1-0)               | Alabama (64) (2-0)        | Alabama (64) (3-0)          | Alabama (64) (4-0)                  | Alabama (63) (5-0)                 | Georgia (64) (6-0)     | Georgia (65) (7-0)                 | Georgia (64) (7-0)     | Georgia (64) (8-0)         | Georgia (64) (9-0)     | Georgia (62) (10-0)                | Georgia (62) (11-0)    | Georgia (62) (12-0)   | Alabama (54) (12–1)   | Georgia (62) (14-1)        | 1           |
| 2                      | Clemson                | Georgia (1) (1-0)                | Georgia (1) (2-0)         | Georgia (1) (3-0)           | Georgia (1) (4-0)                   | Georgia (2) (5-0)                  | Iowa (6–0)             | Oklahoma (7–0)                     | Cincinnati (7–0)       | Cincinnati (8–0)           | Alabama (8–1)          | Alabama (9–1)                      | Alabama (10–1)         | Alabama (11–1)        | Michigan (5) (12–1)   | Alabama (13–2)             | 2           |
| 3                      | Oklahoma (2)           | Ohio State (1-0)                 | Oklahoma (2-0)            | Oklahoma (3-0)              | Oregon (4-0)                        | Iowa (5–0)                         | Oklahoma (6–0)         | Cincinnati (7–0)                   | Alabama (7–1)          | Alabama (7–1)              | Cincinnati (9–0)       | Cincinnati (10–0)                  | Ohio State (10–1)      | Michigan (11–1)       | Georgia (12–1)        | Michigan (12–2)            | 3           |
| 4                      | Ohio State             | Oklahoma (1-0)                   | Oregon (2-0)              | Oregon (3-0)                | Oklahoma (4-0)                      | Penn State (5–0)                   | Cincinnati (5–0)       | Alabama (6–1)                      | Oklahoma (8–0)         | Oklahoma (9–0)             | Oklahoma (9–0)         | Ohio State (9–1)                   | Cincinnati (11–0)      | Cincinnati (12–0)     | Cincinnati (3) (13–0) | Cincinnati (13–1)          | 4           |
| 5                      | Georgia                | Texas A&M (1-0)                  | Texas A&M (2-0)           | Texas A&M (3-0)             | Iowa (4-0)                          | Oklahoma (5–0)                     | Alabama (5-1)          | Ohio State (5–1)                   | Ohio State (6–1)       | Ohio State (7–1)           | Ohio State (8–1)       | Oregon (9–1)                       | Notre Dame (10–1)      | Oklahoma State (11–1) | Notre Dame (11–1)     | Ohio State (11–2)          | 5           |
| 6                      | Texas A&M              | Clemson (0-1)                    | Clemson (1-1)             | Iowa (3-0)                  | Penn State (4-0)                    | Cincinnati (4–0)                   | Ohio State (5–1)       | Michigan (6–0)                     | Michigan (7–0)         | Michigan State (8–0)       | Oregon (8–1)           | Notre Dame (9–1)                   | Michigan (10–1)        | Notre Dame (11–1)     | Baylor (11–2)         | Baylor (12–2)              | 6           |
| 7                      | Notre Dame             | Notre Dame (1-0)                 | Iowa (2-0)                | Clemson (2-1)               | Notre Dame (4-0)                    | Ohio State (4–1)                   | Michigan (6–0)         | Michigan State (7–0)               | Michigan State (7–0)   | Oregon (7–1)               | Notre Dame (8–1)       | Michigan (9–1)                     | Oklahoma State (10–1)  | Ohio State (10–2)     | Ohio State (10–2)     | Oklahoma State (12–2)      | 7           |
| 8                      | Iowa State             | Cincinnati (1-0)                 | Cincinnati (2-0)          | Penn State (3-0)            | Cincinnati (3-0)                    | Michigan (5–0)                     | Penn State (5–1)       | Penn State (5–1)                   | Oregon (6–1)           | Notre Dame (7–1)           | Michigan (8–1)         | Michigan State (9–1)               | Ole Miss (9–2)         | Ole Miss (10–2)       | Ole Miss (10–2)       | Michigan State (11–2)      | 8           |
| 9                      | North Carolina         | Florida (1-0)                    | Florida (2-0)             | Cincinnati (3-0)            | Florida (3-1)                       | Oregon (4–1)                       | Michigan State (6–0)   | Oklahoma State (6–0)               | Ole Miss (6–1)         | Wake Forest (8–0)          | Michigan State (8–1)   | Oklahoma State (9–1)               | Oklahoma (10–1)        | Baylor (10–2)         | Oklahoma State (11–2  | Notre Dame (11–2)          | 9           |
| 10                     | Cincinnati             | Iowa State (1-0)                 | Notre Dame (2-0)          | Notre Dame (3-0)            | Ohio State (3-10)                   | BYU (5–0)                          | Oregon (4–1)           | Oregon (5–1)                       | Iowa (6–1)             | Michigan (7–1)             | Oklahoma State (8–1)   | Ole Miss (8–2)                     | Baylor (9–2)           | Oregon (10–2)         | Michigan State (10–2) | Oklahoma (11–2)            | 10          |
| 11                     | Florida                | Oregon (1-0)                     | Ohio State (1-1)          | Florida (2-1)               | Arkansas (4-0)                      | Michigan State (5–0)               | Kentucky (6–0)         | Iowa (6–1)                         | Notre Dame (6–1)       | Oklahoma State (7–1)       | Texas A&M (7–2)        | Oklahoma (9–1)                     | Oregon (9–2)           | Oklahoma (10–2)       | Utah (10–3)           | Ole Miss (10–3)            | 11          |
| 12                     | Oregon                 | Iowa (1-0)                       | Penn State (2-0)          | Ohio State (2-1)            | Ole Miss (3–0)                      | Oklahoma State (5–0)               | Oklahoma State (5–0)   | Ole Miss (5–1)                     | Kentucky (6–1)         | Texas A&M (6–2)            | Ole Miss (7–2)         | Wake Forest (9–1)                  | Iowa (9–2)             | Iowa (10–2)           | Pittsburgh (11–2)     | Utah (10–4)                | 12          |
| 13                     | LSU                    | Penn State (1-0)                 | UCLA (2-0)                | Ole Miss (3–0)              | Texas A&M (3-1)                     | Notre Dame (4–1)                   | Notre Dame (5–1)       | Notre Dame (6–1)                   | Wake Forest (7–0)      | Baylor (7–1)               | Wake Forest (8–1)      | Baylor (8–2)                       | Michigan State (9–2)   | Michigan State (10–2) | Oklahoma (10–2)       | Pittsburgh (11–3)          | 13          |
| 14                     | USC                    | USC (1-0)                        | Iowa State (1-1)          | Iowa State (2-1)            | Michigan (4-0)                      | Kentucky (5–0)                     | Ole Miss (4–1)         | Kentucky (6–1)                     | Texas A&M (6–2)        | Auburn (6–2)               | Iowa (7–2)             | Iowa (8–2)                         | Texas A&M (8–3)        | BYU (10–2)            | BYU (10–2)            | Wake Forest (11–3)         | 14          |
| 15                     | Wisconsin              | Texas (1-0)                      | Virginia Tech (2-0)       | Wisconsin (1-1)             | BYU (4-0)                           | Coastal Carolina (5–0)             | Coastal Carolina (6–0) | Wake Forest (7–0)                  | Oklahoma State (6–1)   | Ole Miss (6–2)             | BYU (8–2)              | BYU (8–2)                          | BYU (9–2)              | Pittsburgh (10–2)     | Oregon (10–3)         | Kentucky (10–3)            | 15          |
| 16                     | Miami (Flo.)           | UCLA (2-0)                       | Ole Miss (2–0)            | BYU (3-0)                   | Michigan State (4–0)                | Arkansas (4–1)                     | Wake Forest (6–0)      | Coastal Carolina (6–0)             | SMU (7–0)              | Iowa (6–2)                 | UTSA (9–0)             | Texas A&M (7–3)                    | Houston (10-1)         | Houston (11–1)        | Iowa (10–3)           | Clemson (10–3)             | 16          |
| 17                     | Indiana                | Wisconsin (0-1)                  | Wisconsin (1-1)           | Coastal Carolina (3-0)      | Coastal Carolina (4-0)              | Ole Miss (3–1)                     | Florida (4–2)          | Texas A&M (5–2)                    | Penn State (5–2)       | Kentucky (6–2)             | Houston (8-1)          | Houston (9-1)                      | Pittsburgh (9–2)       | Utah (9–3)            | Louisiana (12–1)      | Houston (12–2)             | 17          |
| 18                     | Iowa                   | Utah (1-0)                       | Coastal Carolina (2-0)    | Arkansas (3-0)              | Oklahoma State (4-0)                | Florida (3–2)                      | Texas A&M (4-2)        | NC State (5–1)                     | Baylor (6–1)           | UTSA (8–0)                 | Baylor (7–2)           | UTSA (10–0)                        | Wisconsin (8-3)        | Wake Forest (10–2)    | NC State (9–3)        | Louisiana (13–1)           | 18          |
| 19                     | Texas                  | Coastal Carolina (1-0)           | North Carolina (1-1)      | Michigan (3-0)              | Clemson (2-2)                       | Auburn (4–1)                       | Arkansas (4–2)         | SMU (6–0)                          | Pittsburgh (6–1)       | Houston (7-1)              | NC State (7–2)         | Pittsburgh (8–2)                   | Utah (8-3)             | San Diego State (11–  | Wake Forest (10–3)    | NC State (9–3)             | 19          |
| 20                     | Penn State             | Ole Miss (1-0)                   | Auburn (2-0)              | North Carolina (2-1)        | UCLA (3-1)                          | Wake Forest (5–0)                  | BYU (5–1)              | Baylor (6–1)                       | San Diego State (7–0)  | BYU (7–2)                  | Auburn (6–3)           | Wisconsin (7-3)                    | UTSA (11–0)            | NC State (9–3)        | Kentucky (9–3)        | Arkansas (9–4)             | 20          |
| 21                     | Washington             | Virginia Tech (1-0)              | Arizona State (2-0)       | Michigan State (3-0)        | Fresno State (4-1)                  | Clemson (3–2)                      | NC State (4–1)         | San Diego State (6–0)              | Auburn (5–2)           | Coastal Carolina (7–1)     | Coastal Carolina (8–1) | Louisiana (9-1)                    | Wake Forest (9–2)      | Louisiana (11–1)      | Houston (11–2)        | Oregon (10–4)              | 21          |
| 22                     | Oklahoma State         | North Carolina (0-1)             | Oklahoma State (2-0)      | Oklahoma State (32-0)       | Auburn (3-1)                        | NC State (4–1)                     | Arizona State (5–1)    | Auburn (5–2)                       | UTSA (8–0)             | NC State (6–2)             | Pittsburgh (7–2)       | Arkansas (7-3)                     | San Diego State (10-1) | Kentucky (9–3)        | Clemson (9–3)         | BYU (10–3)                 | 22          |
| 23                     | Louisiana              | Oklahoma State (1-0)             | BYU (2-0)                 | Auburn (2-1)                | Kentucky (4-0)                      | Texas (4–1)                        | SMU (6–0)              | Pittsburgh (5–1)                   | Iowa State (5–2)       | Penn State (5–3)           | Penn State (6–3)       | San Diego State (9-1)              | Louisiana (10-1)       | Texas A&M (8–4)       | Texas A&M (8–4)       | Iowa (10–4)                | 23          |
| 24                     | Coastal Carolina       | Miami (Flo.) (0-1)               | Arkansas (2-0)            | UCLA (2-1)                  | Baylor (4-0)                        | SMU (5–0)                          | San Diego State (6-0)  | Clemson (4–2)                      | Coastal Carolina (6–1) | SMU (7–1)                  | Wisconsin (6-3)        | NC State (7–3)                     | NC State (8–3)         | Clemson (9–3)         | Arkansas (8–4)        | Utah State (11–3)          | 24          |
| 25                     | Ole Miss               | Arizona State (1-0)              | Michigan (2-0)            | Fresno State (3-1)          | Wake Forest (4-0)                   | Arizona State (4–1)                | Clemson (3-2)          | UTSA (7–0)                         | NC State (5–2)         | Pittsburgh (6–2)           | Louisiana (8-1)        | Utah (7-3)                         | Kentucky (8-3)         | Arkansas (8–4)        | UTSA (12–1)           | Texas A&M (8–4)            | 25          |
| A.P.                   | Présaison 10 août      | Semaine 1 7 Sept.                | Semaine 2 12 Sept.        | Semaine 3 9 Sept.           | Semaine 4 26 Sept.                  | Semaine 5 3 Oct.                   | Semaine 6 10 Oct.      | Semaine 7 17 Oct.                  | Semaine 8 24 Oct.      | Semaine 9 31 Oct.          | Semaine 10 7 Nov.      | Semaine 11 14 Nov.                 | Semaine 12 21 Nov.     | Semaine 13 28 Nov.    | Semaine 14 5 Déc.     | Semaine 15 (Final) 11 Jan. | Saison 2021 |
| Sortis du classement : | Sortis du classement : | Indiana Louisiana LSU Washington | Miami (FL) Texas USC Utah | Arizona State Virginia Tech | Iowa State North Carolina Wisconsin | Baylor Fresno State Texas A&M UCLA | Auburn Texas           | Florida Arkansas BYU Arizona State | Clemson                | San Diego State Iowa State | Kentucky SMU           | Auburn Coastal Carolina Penn State | Arkansas               | UTSA Wisconsin        | San Diego State       | UTSA                       | Saison 2021 |